# Charlie's Choice: Jazz at the Showboat, Volume IV
| Recensione | Giudizio |
| ---------- | -------- |
| AllMusic   |          |

Charlie's Choice: Jazz at the Showboat, Volume IV è un album discografico del Charlie Byrd Trio, pubblicato dall'etichetta discografica Offbeat Records nel marzo del 1961.

## Tracce

### LP
Lato A
1. Taking a Chance on Love – 1:55 (Vernon Duke, John Latouche, Ted Fetter)
2. Moonlight in Vermont – 2:49 (Karl Suessdorf, John Blackburn)
3. Speak Low – 3:41 (Kurt Weill)
4. Nuages – 2:59 (Django Reinhardt)
5. Everything I've Got Belongs to You – 2:18 (Richard Rodgers)
6. Makin' Whoopee – 2:42 (Gus Kahn, Walter Donaldson)
7. Django – 3:22 (John Lewis)
8. Nice Work If You Can Get It – 1:45 (George Gershwin)

Lato B
1. The House of the Rising Sun – 5:26 (Tradizionale; arrangiamento di Charlie Byrd)
2. Ring Them Harmonics – 3:47 (Keter Betts)
3. Taboo – 9:40 (Margarita Lecuona)
4. To Ginny – 5:25 (Charlie Byrd)

## Musicisti
- Charlie Byrd - chitarra
- Keter Betts - contrabbasso
- Buddy Deppenschmidt - batteria

Note aggiuntive
- Orrin Keepnews - produttore (non accreditato su LP Offbeat Records mentre è attribuito in retro copertina LP Riverside RS 3005 del 1967, nelle note a retro del CD della Riverside del 1997, OJCDDD-945-2 è indicato come produttore Bob Bialek)
- Registrazioni effettuate al Edgewood Studios di Washington, Distric Columbia (Stati Uniti)
- Ivan X. Spear - design copertina album originale
- George De Vincent - fotografia
- Willis Conover - note retrocopertina album originale[2]